# Anastasia Pagonis
Anastasia Pagonis (in greco: Αναστασία Παγώνης; Long Island, 2 maggio 2004) è una nuotatrice statunitense, che gareggia nelle competizioni internazionali paralimpiche.
Non vedente, è detentrice del record mondiale e del titolo paralimpico dei 400 metri stile libero categoria S11.

## Biografia
Anastasia Pagonis nasce a Long Island (New York) il 2 maggio 2004 da padre di origine greca.
All'età di 11 anni, inizia a soffrire di disturbi alla vista durante la lettura e mentre pratica il calcio: si sottopone così a una visita medica, in cui le viene diagnostica una retinopatia autoimmune, una malattia che causa una progressiva perdita della vista.  Il medico le consiglia anche di abbandonare gli sport di contatto e di dedicarsi al nuoto.
Nel maggio 2018, partecipa alle World Series, dove vince la medaglia d'argento nei 400 metri stile libero e la medaglia di bronzo nei 100 metri farfalla.
Sei mesi dopo, Anastasia Pagonis perde completamente la vista. La nuova condizione le provoca, come dichiarato dalla stessa Pagonis in un'intervista al sito Olympics.org, uno stato di profonda depressione, che la porta ad abbandonare le gare, in seguito superato anche grazie all'aiuto, anche sul piano affettivo, del suo cane-guida, di nome Radar.
Ritorna a quindi a dedicarsi al nuoto nella primavera del 2019. Nel febbraio 2020, fa il proprio ritorno in campo internazionale alle World Series in Australia, ritorno coronato con la vittoria della medaglia d'oro nei 400 metri stile libero categoria S11 e nei 200 metri misti.
Nel giugno 2021, durante i trials, stabilisce per due volte il nuovo record mondiale nei 200 metri stile libero categoria S11, qualificandosi così per la prima volta ai Giochi paralimpici.
Il 26 agosto 2021, conquista il primo oro statunitense nelle gare di nuoto ai Giochi paralimpici di nuoto, vincendo i 400 metri stile libero nella categoria S11, davanti all'olandese Liesette Bruinsma e alla cinese Cai Liwen: nella finale, stabilisce anche il nuovo record mondiale con il tempo 4:54.49. In batteria, la Pagonis aveva già abbassato il record dei Giochi paralimpici, nuotando la distanza in 4:58.50.
Quattro giorni dopo, sempre ai Giochi paralimpici di Tokyo, conquista la medaglia di bronzo nei 200 metri misti categoria S11.
L'anno seguente, conquista tre medaglie d'oro, segnatamente nei 100 metri stile libero S11, nei 400 stile libero S11 e nei 200 metri misti SM11, ai campionati mondiali paralimpici di Funchal.
La Pagonis è anche molto attiva e popolare sui social network, in particolar modo su TikTok, dove conta oltre 2 milioni di follower.

## Palmarès
| Anno | Manifestazione      | Sede      | Evento                     | Risultato | Prestazione | Note            |
| ---- | ------------------- | --------- | -------------------------- | --------- | ----------- | --------------- |
| 2018 | World Series        | ---       | 400 metri stile libero S11 | Argento   | 2:54:23     |                 |
| 2018 | World Series        | ---       | 200 metri farfalla S11     | Oro       | 5:18.12     |                 |
| 2020 | World Series        | Melbourne | 200 metri misti S11        | Oro       | 2:54:23     |                 |
| 2020 | World Series        | Melbourne | 400 metri stile libero S11 | Oro       | 5:18.12     |                 |
| 2021 | Giochi paralimpici  | Tokyo     | 400 metri stile libero S11 | Oro       | 4:54.49     | Record mondiale |
| 2021 | Giochi paralimpici  | Tokyo     | 200 metri misti S11        | Bronzo    |             |                 |
| 2022 | Campionati mondiali | Funchal   | 100 metri stile libero S11 | Oro       |             |                 |
| 2022 | Campionati mondiali | Funchal   | 400 metri stile libero S11 | Oro       |             |                 |
| 2022 | Campionati mondiali | Funchal   | 200 metri misti SM11       | Oro       |             |                 |